# Axel Bonde Hansen
Aksel Bonde Hansen, danski veslač, * 29. maj 1918, Horne, † 27. maj 1996.
Hansen je za Dansko nastopil na Poletnih olimpijskih igrah 1948 in tam s četvercem brez krmarja osvojil srebrno medaljo.